# I. e. 178
Évszázadok: i. e. 3. század – i. e. 2. század – i. e. 1. század
Évtizedek: i. e. 220-as évek – i. e. 210-es évek – i. e. 200-as évek – i. e. 190-es évek – i. e. 180-as évek – i. e. 170-es évek – i. e. 160-as évek – i. e. 150-es évek – i. e. 140-es évek – i. e. 130-as évek – i. e. 120-as évek
Évek: i. e. 183 – i. e. 182 – i. e. 181 – i. e. 180 –  i. e. 179 – i. e. 178 – i. e. 177 – i. e. 176 – i. e. 175 – i. e. 174 – i. e. 173

## Események

### Róma
- Marcus Iunius Brutust és Aulus Manlius Vulsót választják consulnak. Mindketten Gallia Cisalpinát kapják működési területül. Vulso önhatalmúlag hadjáratot indít Aquileián túl Histriába. A histriaiak meglepetésszerűen rátámadnak a táborára, mire a rómaiak pánikba esve elmenekülnek. A consulnak csak nagy nehézségek árán sikerül rendbeszednie csapatait, majd megtámadja a tábort fosztogató histriaiakat és nagy részüket levágják.
- A táborból menekülők a vereség hírét juttatják el Rómába, ahol új légiók felállítását kezdik el és a másik consult is Histriába küldik, mint hamarosan kiderül, fölöslegesen.

### Hellenisztikus birodalmak
- Perszeusz makedón király feleségül veszi IV. Szeleukosz király lányát, Laodikét.